# اوکاوا، کوچی
اوکاوا، کوچی (به لاتین: Ōkawa, Kōchi) یک منطقهٔ مسکونی در ژاپن است که در Tosa District واقع شده‌است. اوکاوا ۵۲۱ نفر جمعیت دارد.